# 漫画ゴルファー矢部
『ゴルフ応援バラエティ漫画ゴルファー矢部』（ごるふおうえんバラエティプロゴルファーやべ）は、テレビ静岡が2016年12月27日に放送を開始したスポーツ番組・バラエティ番組である。毎週水曜深夜24:40 - 25:25に放送される。

## 概要
出演者は矢部太郎（カラテカ）と大西ライオンである。ゴルフの素人である矢部が漫画プロゴルファー猿になりきり、大西にゴルフを習う。

## 出演者
- カラテカ 矢部
- 大西ライオン

## ネット局
| 放送対象地域 | 放送局            | 系列           | 備考   |
| ------------ | ----------------- | -------------- | ------ |
| 静岡県       | テレビ静岡（SUT） | フジテレビ系列 | 制作局 |